# 水槌ポンプ

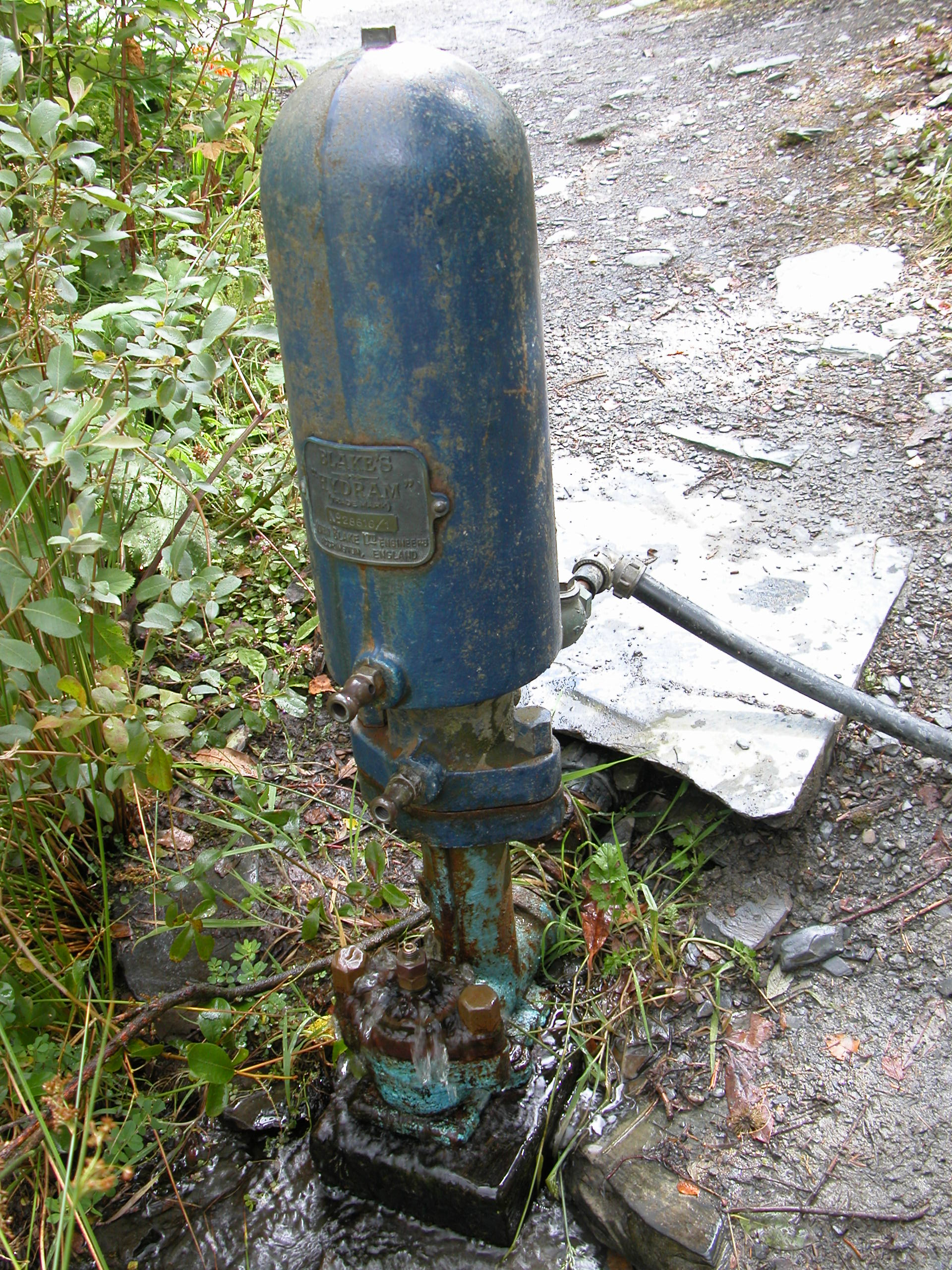
図1: 英国のCentre for Alternative Technology（代替技術センター）にて、噴水を駆動している水槌ポンプ

水槌ポンプ（すいついポンプ）または水撃ポンプ（hydraulic ram、hydram）は水力を動力源とするポンプ。ある「水頭（水圧）」と流量で水を取り入れ、より高い水頭とより少ない流量で水を出力する水圧変換装置として機能する。この装置は水撃作用の効果を利用し、ポンプに流入する水の一部が高い水圧を得て、元々の地点よりも高い位置に持ち上がるようにする。水槌ポンプは僻地で使われることがあり、低落差水力の源として、あるいは水を元の位置より高いところに移動させる手段として利用されている。水槌ポンプは汲み上げる水の運動エネルギーのみで動作するため、エネルギー供給インフラが整備されていない僻地でも使用可能である。

## 歴史
1772年、イギリスのチェシャーに住むジョン・ホワイトハーストが水槌ポンプの前身ともいうべき手動制御の装置 "pulsation engine" を発明した。同年、彼が最初に設置した装置は、水を4.9mの高さまで汲み上げた。1783年にはアイルランド島にもその装置を設置した。特許は申請しなかったため詳細は不明だが、空気室（容器）があったことはわかっている。
最初の自律型の水槌ポンプは、フランスのジョゼフ・ミシェル・モンゴルフィエが1796年、製紙工場に水を汲み上げるために発明した。1797年、モンゴルフィエの依頼を受けて友人のマシュー・ボールトンがイギリスでの特許を取得した。1816年にはモンゴルフィエの息子が改良版についてイギリスで特許を取得し、サマセット出身でロンドンに出てきたばかりの技術者ジョサイア・イーストンが1820年、ホワイトハーストの設計と共にその特許の使用権を得た。
イーストンの工場を受け継いだ息子のジェームズ（1796年 - 1871年）は、19世紀イギリスを代表する技術者/製造業者となり、ケントで大規模に事業を展開した。イーストンは世界的に水道や下水道システムを構築し、土地排水プロジェクトも行った。大きなカントリー・ハウスの給水設備や農場や村に水槌ポンプを使い、それらは2004年現在も使われ続けている。
その会社は1909年に廃止されてしまったが、水槌ポンプの事業はジェームズ・R・イーストンが継続していた。1929年、ハンプシャーのウィンチェスターにある Green & Carter がそれを引き継いでいる。

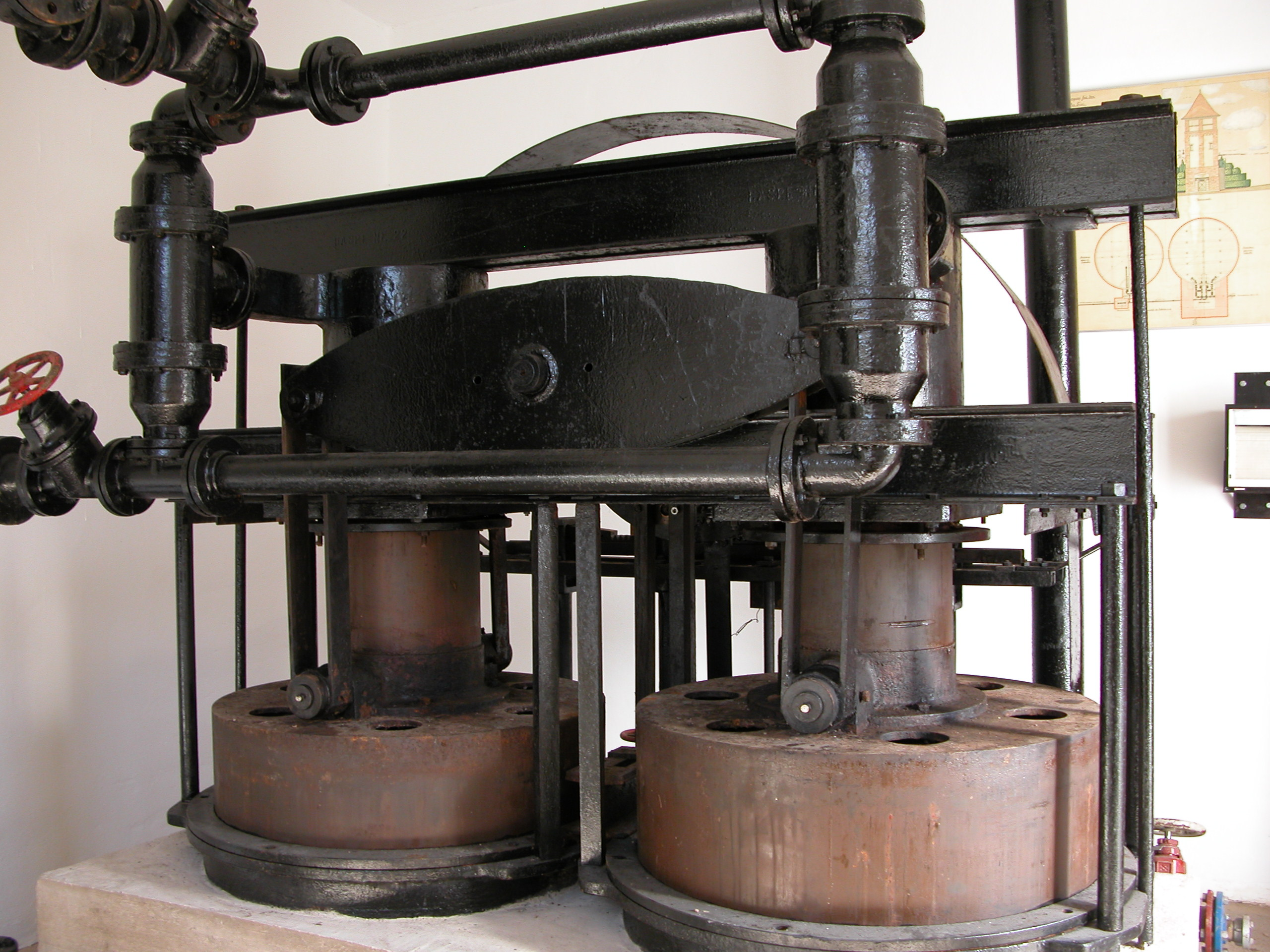
水槌ポンプ System Lambach （Roscheider Hof, Open Air_Museum）

アメリカ合衆国での最初の特許は1809年、J. Cerneau と S.S. Hallet が取得した。1840年ごろからアメリカ国内で水槌ポンプが使われるようになり、さらに特許が取得され、水槌ポンプの販売業者も出てきた。19世紀末には電気と電動ポンプが徐々に普及していったため、水槌ポンプの人気は衰えていった。
20世紀末ごろになると、水槌ポンプに再び注目が集まるようになった。これは、開発途上国での持続可能な開発と、先進国での省エネルギーの必要性が高まったためである。例えば、フィリピンの AID Foundation International は、僻地の村でも容易に保守して使い続けられる水槌ポンプを開発し、アシュデン賞を受賞した。水槌ポンプの原理を波力に利用しようという提案がいくつかなされており、古くは Hanns Günther が1931年に出版した In hundert Jahren でも議論されている。

## 構造と動作原理
水槌ポンプには、動く部品はばねや錘で負荷をかけた「排水弁」と「揚水逆止弁」の2つしかなく、組み立ても容易で修理も簡単であり、非常に信頼性が高い。そして高い位置にある水源からの水を供給する入力管と、入力管を通って入ってきた水の一部をさらに高い位置に導く揚水管がある。

### 動作手順

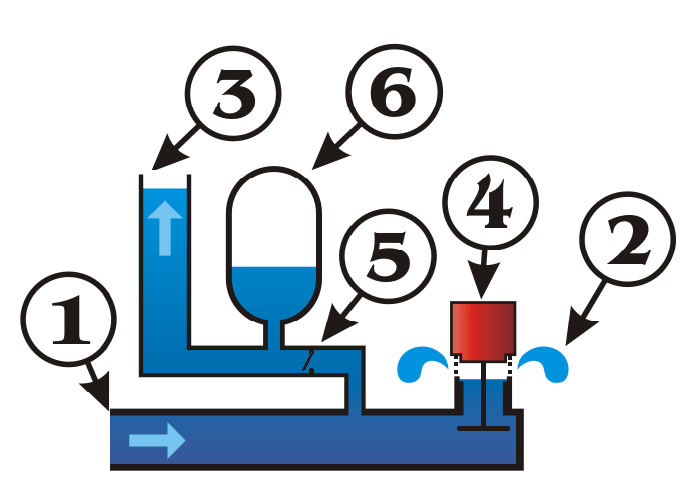
図2: 水槌ポンプの基本構成:
1. 取水口 — 入力管
2. 排水弁であふれ出る水
3. 揚水口 — 揚水管
4. 排水弁
5. 揚水逆止弁
6. 圧力容器

単純化した水槌ポンプを図2に示す。初期状態では排水弁(4)が開いていて、揚水弁(5)は閉じている。
入力管(1)に入ってきた水は重力にしたがって流れ、速度と運動エネルギーを増し、最終的には排水弁(4)を閉じさせる。
排水弁が閉じると、入力管内の流水の運動量によって水撃作用が起き、ポンプ内の水圧が上がり、揚水弁(5)を開け、一部の水が揚水管(3)および圧力容器(6)に流れ込むと同時に、圧力容器内の空気を圧縮する。
揚水管へと流入した水は水源から入力管へと下るよりもずっと高い位置(3)まで水を持ち上げようとするため、その流れはゆっくりになっていき、流れが逆転しようとしたときに揚水逆止弁(5)が閉じる。同時に、圧力容器内で圧縮された空気が容器内に流入した水を排出し、更に揚水口(3)方向へと押し上げる。
全ての水が静止すると、静水圧に対して排水弁が再び開き、これまでの過程が繰り返される。
圧力容器(6)にはクッションとして空気が入っており、排水弁が閉じたときの水圧変化の衝撃を緩和し、揚水管に流れ込む水の量を増やす役目を果たし、ポンプとしての効率を高めている。理論上は圧力容器がなくとも水槌ポンプは動作可能だが、効率は大幅に低下し、しかも衝撃が繰り返しかかることでポンプの寿命がずっと短くなる。ここで、圧力容器内の空気が徐々に水に溶け、量が減っていくという問題がある。解決策としては、水と空気の間に伸縮自在な隔膜を装備する方法があるが、発展途上国など修理や部品の入手が困難な場所ではなかなか難しい。もう1つの解決策としては漏らし弁のような機構を使い、ポンプのサイクル毎に空気の泡を自動的に加えるという方法もある。もっと簡単な解決策としては、自動車や自転車のタイヤのチューブにいくらか空気をつめたものを圧力容器内に入れて、弁を閉じる方法もある。この場合、チューブは隔膜と同じ役目を果たすが、特製の隔膜に比べれば世界中どこでも入手可能という利点がある。チューブ内の空気でも衝撃を和らげる作用は十分発揮する。
水源からポンプまでの高低差に対して、入力管は5倍から12倍の長さが最適とされている。また、入力管の長さは揚水管の太さ（直径）の500倍から1000倍が適当とされている。入力管の長さをこのように設定すると、ポンプは1秒から2秒で1サイクルの動きをする。典型的な効率は60%だが、最高80%も不可能ではない。入力管は直線的なものが普通だが、曲がっていても螺旋を描いていてもよい。入力管の材質は、硬質塩ビ管や鉄管などの非弾性的で頑丈なものがよい。さもないと、水撃作用によって発生した揚水管へ水を吐出するべきエネルギーが入力管を膨張させる方向へ拡散してしまい、効率は大幅に低下する。

### 実運用における問題
実際の運用では、入力管に空気が入ってしまう、取水口や弁に砂やゴミが詰まる、圧力容器に空気が少なすぎるためにノッキングを起こす、凍結によって破裂する、などといった問題への対策が必要である。
構造上、どうしても排水弁の打撃音が発生するため、設置場所によっては騒音となる。

## 文献情報・参考文献
- Crowley, C.A. (August 1937). “Hydraulic rams furnish water supply to country homes”. Popular Mechanics:  306–311.
- Crowley, C.A. (September 1937). “Hydraulic rams furnish water supply to country homes”. Popular Mechanics:  437–477.
- Toothe v. Bryce, 25 Atlantic Reporter , pp. 182–190 .
- Iversen, H.W. (June 1975). “An analysis of the hydraulic ram”. Journal of Fluids Engineering:  191–196.
- Hydraulic Ram: Fixing & Working. Spons' Workshop Receipts. vol II. London: Spon. (1921). pp. 457–465
- 歌原定二「水槌ポンプに就ての實験」『機械學會誌』第37巻第206号、1934年6月1日、339-342頁、NAID 110002446667。
- 佐藤恭三「水槌ポンプ性能曲線の一実験に就いて」『岩手大学学芸学部研究年報』第17巻第2号、1960年10月、23-26頁、NAID 120001122824。
- 「水撃ポンプ製作ガイドブック - 自然の力で水を上げる(自然エネルギー・ガイド)」パワー社 1999年5月 ISBN 978-4827722543